# Pozzo d'Adda
Pozzo d'Adda är en ort och kommun i storstadsregionen Milano, innan 31 december 2014 i provinsen Milano, i regionen Lombardiet i Italien. Kommunen hade 6 159 invånare (2018).